# Алатумани
Алатумани (груз. ალათუბანი, з.-арм. Ալաթուման) — село в Грузии, на территории Ахалкалакского муниципалитета края (мхаре) Самцхе-Джавахети.

## География
Село находится в южной части Грузии, на западном склоне Самсарского хребта, на расстоянии приблизительно 19 километров (по прямой) к северо-северо-востоку от города Ахалкалаки, административного центра муниципалитета. Абсолютная высота — 1762 метра над уровнем моря.

## Население
По результатам официальной переписи населения 2014 года, в Алатумани проживало 388 человек (186 мужчин и 202 женщины). В национальной структуре населения армяне составляли 99 %, грузины — 1 %.
| Год  | Население, человек |
| ---- | ------------------ |
| 2002 | 606                |
| 2014 | ↘ 388              |